# UAM-I (métro de Mexico)
UAM-I est une station de la ligne 8 du métro de Mexico, située dans la délégation Iztapalapa.

## La station
La station ouverte en 1994, s'appelait La Purisima jusqu'au 23 septembre 1996 où elle fut rebaptisée UAM-I, d'après l’Université Autonome Métropolitaine (Unité) Iztapalapa, un campus universitaire situé non loin. L'icône de la station est le logo de l'Université autonome métropolitaine.